# سلطانة الطرب (فلم)
سلطانة الطرب هو فيلم مصري عرض عام 1979، بطولة فريد شوقي وشريفة فاضل ، ومن إخراج حسن الإمام، يروي الفيلم قصة حياة سلطانة الطرب الفنانة منيرة المهدية.

## قصة الفيلم
تعمل (زكية) الفلاحة البسيطة في أراضي الباشا (مدحت)، ترتبط بقصة حب مع ابنه (محسن) ويتزوجان عرفيًا دون علم الباشا، بعد زواجهما يموت (محسن) في حادث سيارة وتنجب (زكية) طفلة، وتذهب بها إلى الباشا، فيرفض الاعتراف بها كحفيدة، يأخذ أحد الخدم الطفلة ويدعي أمام (زكية) أن ابنتها ماتت فتهجر القرية وتذهب إلى القاهرة وتحترف الغناء، وتغير اسمها إلى (منيرة المهدية). وإذا بها تعلم بأن ابنتها حية وتعيش كطفلة متبناة في بيت الباشا (مدحت).

## طاقم التمثيل
- فريد شوقي: (مدحت باشا نور الدين)
- شريفة فاضل: (زكية / منيرة المهدية)
- سمير صبري: (حمادة جابر)
- ليلى فوزي: (ابتسام)
- عمر الحريري: (شلبي السفرجي)
- ناهد جبر: (عفاف)
- مريم فخر الدين: (الملكة نازلي)
- صفية العمري: (شفيقة القبطية)
- حسين الإمام: (محسن)
- نبيلة السيد: (بمبة)
- نبيل نور الدين: (إبراهيم)
- سهير زكي: (راقصة)
- حامد مرسي: (سلامة حجازي)
- نبيل بدر: (باشا)
- عبد العليم خطاب: (عبد العال - والد إبراهيم)
- محمد شوقي: (باشا)
- محمد الشويحي: (باشا)
- بدر نوفل: (باشا)
- محمود رشاد: (باشا)
- سمير ولي الدين: (حداد)
- بدرية عبد الجواد: (راقصة)
- سيف الله مختار: (مطيباتي)
- محمود كامل: (بائع السوق السوداء)
- منصور الجوهري: (باشا)
- إبراهيم قدري: (الشيخ)
- قدرية كامل: (زوجة ميخائيل)
- شريف صلاح الدين: (إبراهيم صغيرا)
- حافظ أمين: (ميخائيل أفندي)
- ليلى يسري: (أمينه - أخت زكية)
- فايزة عبد الجواد: (لاعبة النار)

## فريق العمل
- إخراج: حسن الإمام
- سيناريو وحوار: محمد مصطفى سامي، حسن الإمام
- المادة التاريخية: حسين عثمان
- مدير التصوير: وديد سري
- مونتاج: نادية شكري
- موسيقى تصويرية: شعبان أبو السعد
- إنتاج: شريفون للإنتاج الفني (شريفة فاضل)
- توزيع داخلي: الهيئة العامة للسينما
- توزيع خارجي: شريفون للإنتاج الفني
- تأليف الأغاني: بديع خيري، صلاح جاهين
- ألحان الأغاني: كامل الخلعي، داود حسني، زكريا أحمد، إبراهيم رجب، نجيب السلحدار